# Stade municipal de Vecindario
Le Stade municipal de Vecindario (en espagnol : Estadio Municipal de Vecindario), est un stade omnisports espagnol (servant principalement pour le football) situé à Vecindario, localité de la commune de Santa Lucía de Tirajana, sur l'île de Grande Canarie dans les Îles Canaries.
Le stade, doté de 6 000 places et inauguré en 1987, sert d'enceinte à domicile à l'équipe de football de l'Unión Deportiva Vecindario.

## Histoire
Les travaux du stade débutent en 1987 pour s'achever la même année. L'UD Vecindario disputait jusque là ses matchs à domicile au Campo Municipal, situé près du centre-ville à environ un kilomètre au sud du stade actuel. Il dispose également d'une piste d'athlétisme.
Le stade ne dispose au départ que d'une tribune côté nord du terrain. Au début des années 1990 est ajoutée une tribune côté opposé. Lors de la promotion du club en Tercera División, l'ancienne tribune nord est remplacée par une plus moderne.
Avec la promotion en Segunda División, de nouveaux sièges sont ajoutés le long du côté est du terrain et tous les sièges sont remplacés par de nouvelles couleurs de club, en noir et blanc.

## Événements
- 2017 : Coupe d'Europe des lancers (-23 ans)